# Kaarlo Valkama

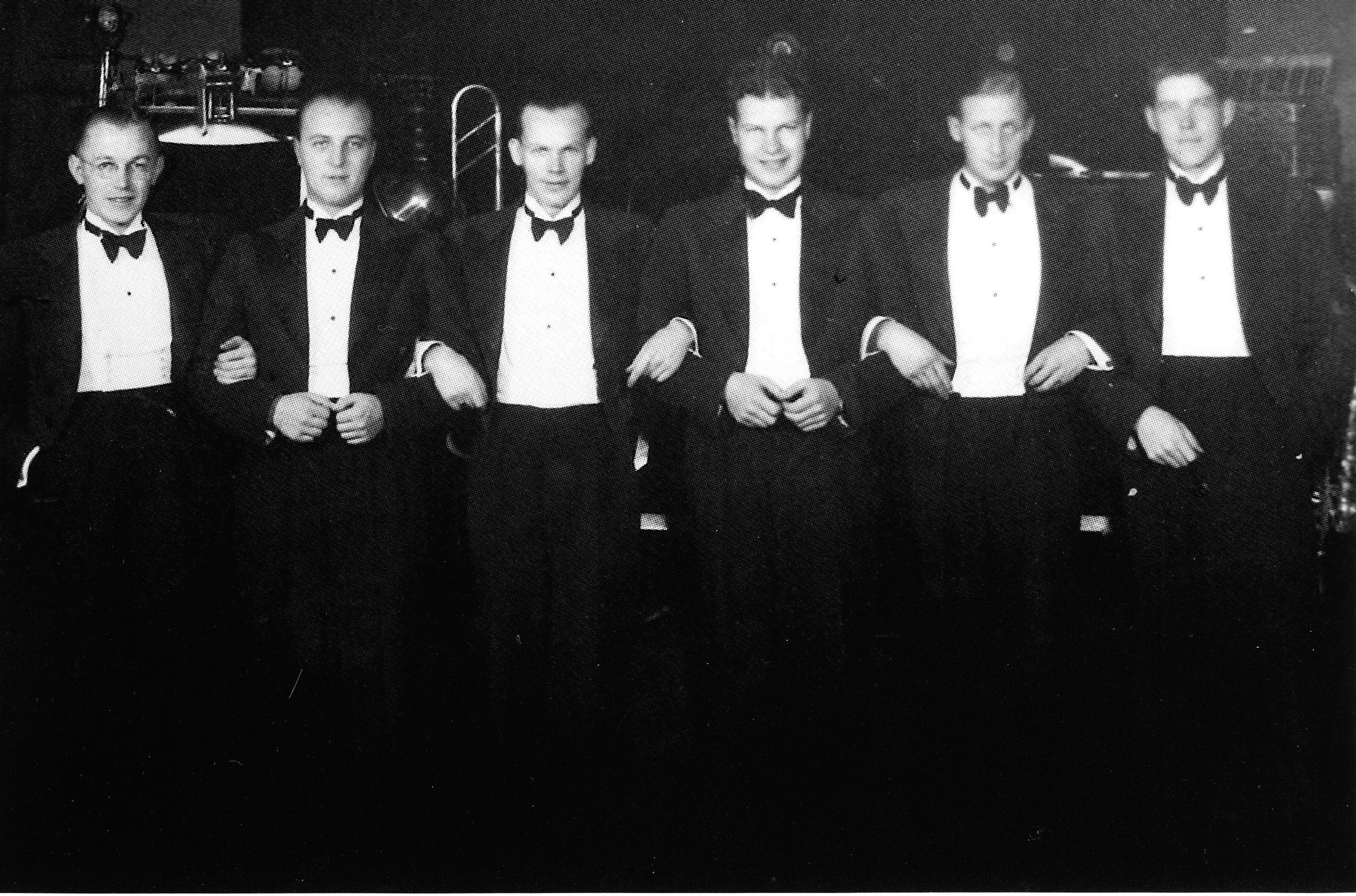
Ramblers-orkester. Kaarlo Valkama är tredje från vänster.

Kaarlo "Kalle" Armas Valkama, född 16 september 1908 i Helsingfors, död 29 juli 1980 i Helsingfors, var en finländsk saxofonist, trumpetare, violinist, kompositör, sångtextförfattare och musikpedagog. Kaarlo Valkama var bror till sångaren och skådespelaren Urho Walkama.

## Biografi
Valkamas musikkarriär inleddes på 1920-talet och fortlöpte fram till 1970-talet. I slutet av 1920-talet anställdes han som musikarrangör vid skivbolaget Levytukku. Som musiker och orkesterledare medverkade Valkama vid hundratals skivinspelningar. Valkama dirigerade bland annat Bellaccord-orkestern, då denna 1933 för första gången gjorde en inspelning av tangon Jalousie på finska. På 1960-talet var Valkama aktiv som saxofonist, trumpetist och violinist i Humppa-Veikot. Valkama var även aktiv vid Helsingfors stadsorkester. Under 1960-talet arrangerade även Valkama för Erkki Junkkarinen, bland annat dennes insjungning av Ruusuja hopeamaljassa. Han arrangerade även tangon Satumaa inför Reijo Taipales inspelning av den.